# Arévalo de la Sierra
Arévalo de la Sierra é um município da Espanha na província de Sória, comunidade autónoma de Castela e Leão, de área 40,08 km² com população de 80 habitantes (2006) e densidade populacional de 2,0 hab./km².

## Demografia
| Variação demográfica do município entre 1991 e 2004 | Variação demográfica do município entre 1991 e 2004 | Variação demográfica do município entre 1991 e 2004 | Variação demográfica do município entre 1991 e 2004 |
| --------------------------------------------------- | --------------------------------------------------- | --------------------------------------------------- | --------------------------------------------------- |
| 1991                                                | 1996                                                | 2001                                                | 2004                                                |
| 134                                                 | 120                                                 | 89                                                  | 94                                                  |